# Dino Piero Giarda
Pour les articles homonymes, voir Giarda.
Dino Piero Giarda dit Piero Giarda, né le 9 décembre 1936 à Milan, est un homme politique italien, ministre des Rapports avec le Parlement dans le gouvernement Monti, de 2011 à 2013.

## Biographie
Diplômé, en 1962, en sciences économiques à l'université catholique du Sacré-Cœur à Milan, Dino Piero Giarda poursuit ses études aux États-Unis, notamment à Princeton et à Harvard. 
Il est secrétaire d'État de 1996 à 2001, d'abord au ministère du Trésor, puis dans celui du Trésor, du Budget et de la Programmation économique dans les gouvernements Prodi I, D'Alema I, D'Alema II et Amato II.
Il est également vice-président de la Banco Popolare et administrateur de Pirelli. 